# Clínker

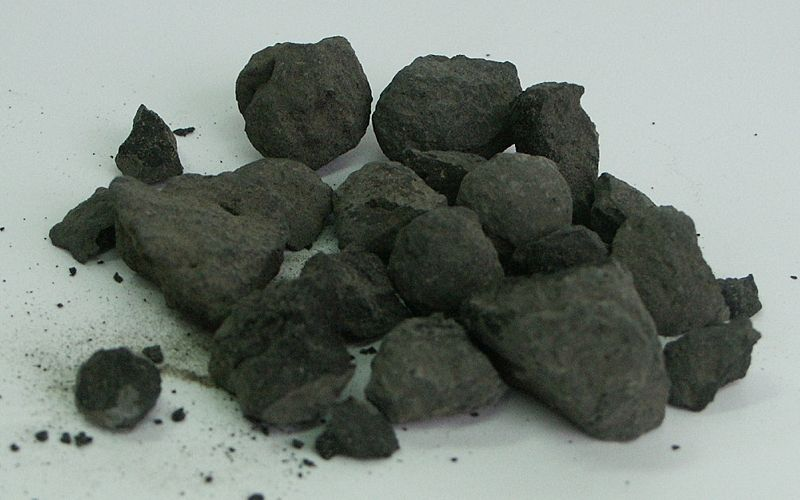
Clínker.

El clínker o clínker Portland es el principal componente del cemento Portland, el cemento más común y, por tanto, del hormigón. 

## Componentes básicos
El clínker se forma tras calcinar caliza y arcilla a una temperatura que está entre 1350 y 1450 °C. El clínker es el producto del horno que se muele para fabricar el cemento Portland.
El promedio del diámetro de las partículas (o granulometría) de un cemento típico es aproximadamente 15 micrómetros. Hay cuatro compuestos principales en el clínker que totalizan el 90 % o más del peso del cemento Portland.
Se compone aproximadamente de:
- 60-70 % de silicato tricálcico
- 10-20 % de silicato dicálcico
- 3-4 % de aluminato tricálcico
- 1-2 % de ferritoaluminato tetracálcico

Cada tipo de cemento contiene los mismos cuatro compuestos principales, pero en diferentes proporciones.
El aluminato tricálcico reacciona inmediatamente con el agua por lo que al hacer cemento, este fragua al instante. Para evitarlo se añade yeso, que reacciona con el aluminato produciendo etringita o sal de Candlot, sustancia que en exceso es dañina para el cemento. Generalmente su tiempo de curado se establece en 28 días, aunque su resistencia sigue aumentando tras ese periodo. El clínker es un aglomerante hidráulico, por lo tanto:
- Necesita agua para fraguar.
- El agua de amasado no se evapora sino que pasa a ser parte de él una vez endurecido.
- Fragua aunque se encuentre inmerso en agua.

El cemento Portland se obtiene tras la mezcla de clínker, yeso (u otro retardante de fraguado) y aquellas adiciones y aditivos que se dosifican según el uso que vaya a tener. Además del clínker Portland, también se usa el clínker de aluminato cálcico, aunque mucho menos habitualmente debido a que acarrea muchos problemas (gran calentamiento, aluminosis, reacción con el agua salada, etcétera).

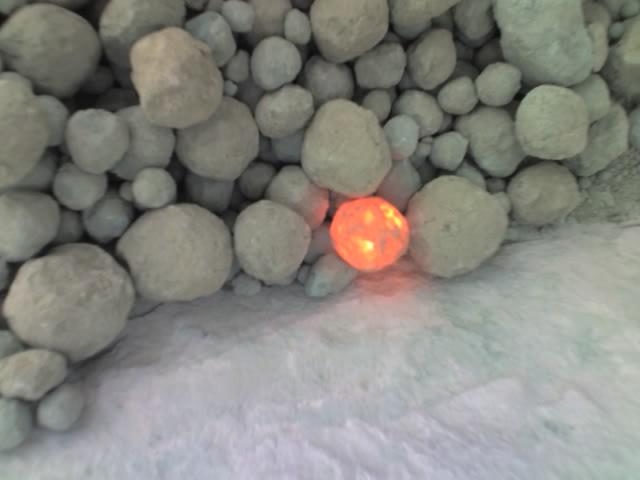
Fragmentos de clínker.

## Producción mundial de clínker
| País           | 2005      | 2006      | 2007      |
| -------------- | --------- | --------- | --------- |
| India          | 150 000   | 150 000   | 160 000   |
| Estados Unidos | 104 000   | 101 000   | 102 000   |
| Japón          | 74 000    | 70 000    | 70 000    |
| Rusia          | 65 000    | 65 000    | 65 000    |
| Rep. Corea     | 62 000    | 62 000    | 62 000    |
| España         | 42 000    | 54 000    | 50 000    |
| Italia         | 46 000    | 46 000    | 46 000    |
| Brasil         | 45 000    | 45 000    | 45 000    |
| México         | 40 000    | 40 000    | 40 000    |
| Total mundial  | 2 200 000 | 2 400 000 | 2 500 000 |

Los datos de 2007 son estimados.